# The Sims: Randka
The Sims Randka (ang. The Sims: Hot Date) – trzeci dodatek do gry komputerowej The Sims. Został wydany przez Electronic Arts 14 listopada 2001 roku na platformy Windows i OS X.
Jako pierwszy dodatek wprowadza możliwość odwiedzania przez Simów Centrum (ang. Downtown). W Centrum można kupować prezenty, chodzić do restauracji, poznawać nowych Simów.

## Główne zmiany
- Nowe lokacje – wprowadzenie "Centrum"[1]
- Dodatek wprowadza 125 nowych przedmiotów
- Nowe postacie NPC
- 40 nowych możliwości interakcji między Simami[2]
- Nowe opcje użycia istniejących przedmiotów[3]

## Nowe postaci niegrywalne
W grze występują nowe postaci niegrywalne, są to osoby spacerujące po "Centrum", kelnerzy, kelnerki, wiolonczelista oraz panna Stanisława (ang. Crumplebottom).